# Болгаро-иранские отношения
Болгаро-иранские отношения — двусторонние дипломатические отношения между Болгарией и Ираном. Отношения были установлены 15 ноября 1897 года.

## История отношений
Дипломатические отношения между Княжеством Болгария и Каджарским Ираном были установлены в 1897 году. Во время Второй мировой войны они были разорваны Ираном 17 сентября 1941 года. Но уже 19 декабря 1961 года отношения были востоновлены.
Болгарское представительство в Тегеране было открыто в 1963 году, но в следующем году оно было преобразовано в посольство. До сентября 1972 года в Болгарии был аккредитовано посольство Ирана в Белграде, а затем в Софии была открыто своё посольство.

## Торговля

### Экспорт Ирана в Болгарию
В 2021 году Иран экспортировал в Болгарию 66,1 миллиона долларов. Основные продукты экспорта в Болгарию: полистирол (25,7 млн долларов), полиэтилен (22,7 млн долларов) и ферросплавы (5,11 млн долларов). За последние 25 лет экспорт Ирана в Болгарию увеличился в годовом исчислении на 1,86%, с 41,7 млн долларов в 1996 году до 66,1 млн долларов в 2021 году.

### Экспорт Болгарии в Иран
В 2021 году Болгария экспортировала в Иран 101 миллион долларов. Основные продукты экспорта в Иран: промышленные печи (6,68 млн долларов), тракторы (5,87 млн долларов) и жидкостные насосы (5,49 млн долларов). За последние 25 лет экспорт Болгарии в Иран увеличился в годовом исчислении на 9,55%, с 10,3 млн долларов в 1996 году до 101 млн долларов в 2021 году.
Экспорт Болгарии в Иран в 2022 году составил 134,08 миллиона долларов США.

## Дипломатические миссии
- У Болгарии есть посольство в Тегеране[5]
- У Ирана есть посольство в Софии[6]